# Villers-lès-Mangiennes
Villers-lès-Mangiennes és un municipi francès situat al departament del Mosa i a la regió del Gran Est. L'any 2007 tenia 74 habitants.

## Demografia

### Població
El 2007 la població de fet de Villers-lès-Mangiennes era de 74 persones. Hi havia 30 famílies, de les quals 8 eren unipersonals (8 dones vivint soles i 8 dones vivint soles), 11 parelles sense fills i 11 parelles amb fills.
La població ha evolucionat segons el següent gràfic:
Habitants censats

### Habitatges
El 2007 hi havia 35 habitatges, 28 eren l'habitatge principal de la família, 5 eren segones residències i 2 estaven desocupats. Tots els 35 habitatges eren cases. Dels 28 habitatges principals, 25 estaven ocupats pels seus propietaris, 2 estaven llogats i ocupats pels llogaters i 2 estaven cedits a títol gratuït; 3 tenien tres cambres, 7 en tenien quatre i 19 en tenien cinc o més. 28 habitatges disposaven pel capbaix d'una plaça de pàrquing. A 15 habitatges hi havia un automòbil i a 12 n'hi havia dos o més.

### Piràmide de població
La piràmide de població per edats i sexe el 2009 era:
| Homes | Edats   | Dones |
| ----- | ------- | ----- |
| 0     | 95 o +  | 0     |
| 0     | 90 a 94 | 0     |
| 4     | 85 a 89 | 0     |
| 0     | 80 a 84 | 0     |
| 4     | 75 a 79 | 4     |
| 0     | 70 a 74 | 0     |
| 0     | 65 a 69 | 0     |
| 0     | 60 a 64 | 0     |
| 0     | 55 a 59 | 0     |
| 0     | 50 a 54 | 0     |
| 16    | 45 a 49 | 4     |
| 0     | 40 a 44 | 12    |
| 4     | 35 a 39 | 0     |
| 0     | 30 a 34 | 0     |
| 0     | 25 a 29 | 0     |
| 8     | 20 a 24 | 8     |
| 16    | 15 a 19 | 4     |
| 0     | 10 a 14 | 0     |
| 0     | 5 a 9   | 0     |
| 0     | 0 a 4   | 0     |

## Economia
El 2007 la població en edat de treballar era de 46 persones, 30 eren actives i 16 eren inactives. De les 30 persones actives 28 estaven ocupades (16 homes i 12 dones) i 2 estaven aturades (1 home i 1 dona). De les 16 persones inactives 7 estaven jubilades, 1 estava estudiant i 8 estaven classificades com a «altres inactius».
Activitats econòmiques
L'any 2000 a Villers-lès-Mangiennes hi havia 8 explotacions agrícoles.

## Poblacions més properes
El següent diagrama mostra les poblacions més properes.